# Saitual
Saitual ist eine Stadt im indischen Bundesstaat Mizoram.
Die Stadt ist Teil des Distrikts Aizawl. Saitual hat den Status einer Census town. Die Stadt ist in 4 Wards gegliedert. Sie hatte am Stichtag der Volkszählung 2011 11.619 Einwohner, von denen 5727 Männer und 5892 Frauen waren. Christen bilden mit einem Anteil von über 98 % die Mehrheit der Bevölkerung in der Stadt. Die Alphabetisierungsrate lag 2011 bei 97,4 % und damit deutlich über dem nationalen Durchschnitt. 98,2 % der Bevölkerung gehören den Scheduled Tribes an.
Die Stadt wurde 1912 von einem konvertierten Stammesangehörigen als christliche Siedlung gegründet.